# Leyla Tanlar
Leyla Tanlar (Estambul, 13 de diciembre de 1997) es una actriz turca.

## Biografía
Nacida en 1997 en Estambul (Turquía), Leyla Tanlar se graduó de una escuela secundaria italiana. Completó sus estudios universitarios en el departamento de medios y artes visuales de la Universidad de Koç. Después de completar su educación en la Academia 35Buçuk, de 2014 a 2017 tuvo su primer papel en la serie de televisión Paramparça, en la que dio vida al personaje de Cansu Gürpınar. En 2014 recibió el premio a la actriz más prometedora de la Universidad Gelişim.
En 2018, después de protagonizar la serie Mehmed: Bir Cihan Fatihi y Şahin Tepesi, en 2019 obtuvo el papel principal de Şirin en la serie Ferhat ile Şirin. Posteriormente, en 2022 y 2023 interpretó al personaje de Selma en la serie Güzel Günler. En 2024 y 2025 interpretó al personaje de Sevilay Günser en la serie Siyah Kalp.

## Filmografía

### Cine
| Año  | Título | Director        |
| ---- | ------ | --------------- |
| 2025 | Dönüş  | Uberto Pasolini |

### Televisión
| Año       | Título                   | Personaje      | Cadeña  | Notas        |
| --------- | ------------------------ | -------------- | ------- | ------------ |
| 2014-2017 | Paramparça               | Cansu Gürpınar | Star TV | 97 episodios |
| 2018      | Mehmed: Bir Cihan Fatihi | Esleme         | Kanal D | 6 episodios  |
| 2018      | Şahin Tepesi             | Deniz Akdora   | ATV     | 6 episodios  |
| 2019      | Ferhat ile Şirin         | Şirin Karalı   | Fox     | 6 episodios  |
| 2022      | Kaçış                    | Nevi           | Disney+ | 5 episodios  |
| 2022-2023 | Güzel Günler             | Selma          | Show TV | 26 episodios |
| 2024-2025 | Siyah Kalp               | Sevilay Günser | Show TV | 34 episodios |

## Premios y reconocimientos
| Año  | Premio                 | Categoría                                          | Trabajo      | Resultado |
| ---- | ---------------------- | -------------------------------------------------- | ------------ | --------- |
| 2014 | Universidad de Gelişim | Actriz más prometedora                             |              | Ganadora  |
| 2019 | Turkey Youth Awards    | Mejor actriz de reparto en una serie de televisión | Şahin Tepesi | Nominada  |
| 2023 | Premios Altın Kelebek  | Mejor actriz de serie de comedia                   | Güzel Günler | Nominada  |